# Albert Gottschalk (Politiker)
Albert Gottschalk (* 6. März 1858 in Lengefeld; † 17. Mai 1940 ebenda) war ein deutscher Landwirt und Politiker (Thüringer Landbund).

## Leben
Gottschalk war evangelisch-lutherischer Konfession. Er machte eine landwirtschaftliche Ausbildung und lebte als selbstständiger Landwirt in Lengefeld bei Blankenhain.
Nach der Novemberrevolution schloss er sich dem Thüringer Landbund an und wurde für seine Partei und den Wahlkreis Sachsen-Weimar-Eisenach in den Thüringer Landtag gewählt, dem er bis 1927 angehörte. In den 1920er Jahren war er auch Bürgermeister von Lengefeld bei  Blankenhain.